# Erythrococca poggei
Erythrococca poggei là một loài thực vật có hoa trong họ Đại kích. Loài này được (Prain) Prain mô tả khoa học đầu tiên năm 1911.